# Corveissiat
Corveissiat est une commune française, située dans le département de l'Ain en région Auvergne-Rhône-Alpes.

## Géographie
Corveissiat se situe dans la région naturelle du Revermont, dans le nord du département de l'Ain, au bord de l'Ain, au confluent de la Valouse, une rivière qui coule principalement dans le département voisin du Jura.

### Communes limitrophes
| Nivigne-et-Suran (Germagnat) | Aromas (Jura)               | Thoirette-Coisia (Jura) |
| (Chavannes-sur-Suran)        | Corveissiat                 | Matafelon-Granges       |
| Simandre-sur-Suran           | Grand-Corent, Cize, Bolozon |                         |

### Climat
Pour des articles plus généraux, voir Climat d'Auvergne-Rhône-Alpes et Climat de l'Ain.
En 2010, le climat de la commune est de type climat des marges montargnardes, selon une étude du CNRS s'appuyant sur une série de données couvrant la période 1971-2000. En 2020, Météo-France publie une typologie des climats de la France métropolitaine dans laquelle la commune est exposée à un climat semi-continental et est dans la région climatique Jura, caractérisée par une forte pluviométrie en toutes saisons (1 000 à 1 500 mm/an), des hivers rigoureux et un ensoleillement médiocre.
Pour la période 1971-2000, la température annuelle moyenne est de 10,6 °C, avec une amplitude thermique annuelle de 17,5 °C. Le cumul annuel moyen de précipitations est de 1 415 mm, avec 12,2 jours de précipitations en janvier et 8,5 jours en juillet. Pour la période 1991-2020, la température moyenne annuelle observée sur la station météorologique de Météo-France la plus proche, « Ceyzériat_sapc », sur la commune de Ceyzériat à 14 km à vol d'oiseau, est de 11,7 °C et le cumul annuel moyen de précipitations est de 1 032,6 mm,. Pour l'avenir, les paramètres climatiques de la commune estimés pour 2050 selon différents scénarios d'émission de gaz à effet de serre sont consultables sur un site dédié publié par Météo-France en novembre 2022.

## Urbanisme

### Typologie
Au 1er janvier 2024, Corveissiat est catégorisée commune rurale à habitat dispersé, selon la nouvelle grille communale de densité à 7 niveaux définie par l'Insee en 2022.
Elle est située hors unité urbaine. Par ailleurs la commune fait partie de l'aire d'attraction d'Oyonnax, dont elle est une commune de la couronne,. Cette aire, qui regroupe 40 communes, est catégorisée dans les aires de 50 000 à moins de 200 000 habitants,.

### Occupation des sols
L'occupation des sols de la commune, telle qu'elle ressort de la base de données européenne d’occupation biophysique des sols Corine Land Cover (CLC), est marquée par l'importance des forêts et milieux semi-naturels (57 % en 2018), une proportion sensiblement équivalente à celle de 1990 (57,7 %). La répartition détaillée en 2018 est la suivante : 
forêts (48,6 %), prairies (26,5 %), milieux à végétation arbustive et/ou herbacée (8,4 %), zones agricoles hétérogènes (6,4 %), terres arables (4,9 %), eaux continentales (3,3 %), zones urbanisées (1,9 %).
L'évolution de l’occupation des sols de la commune et de ses infrastructures peut être observée sur les différentes représentations cartographiques du territoire : la carte de Cassini (XVIIIe siècle), la carte d'état-major (1820-1866) et les cartes ou photos aériennes de l'IGN pour la période actuelle (1950 à aujourd'hui).

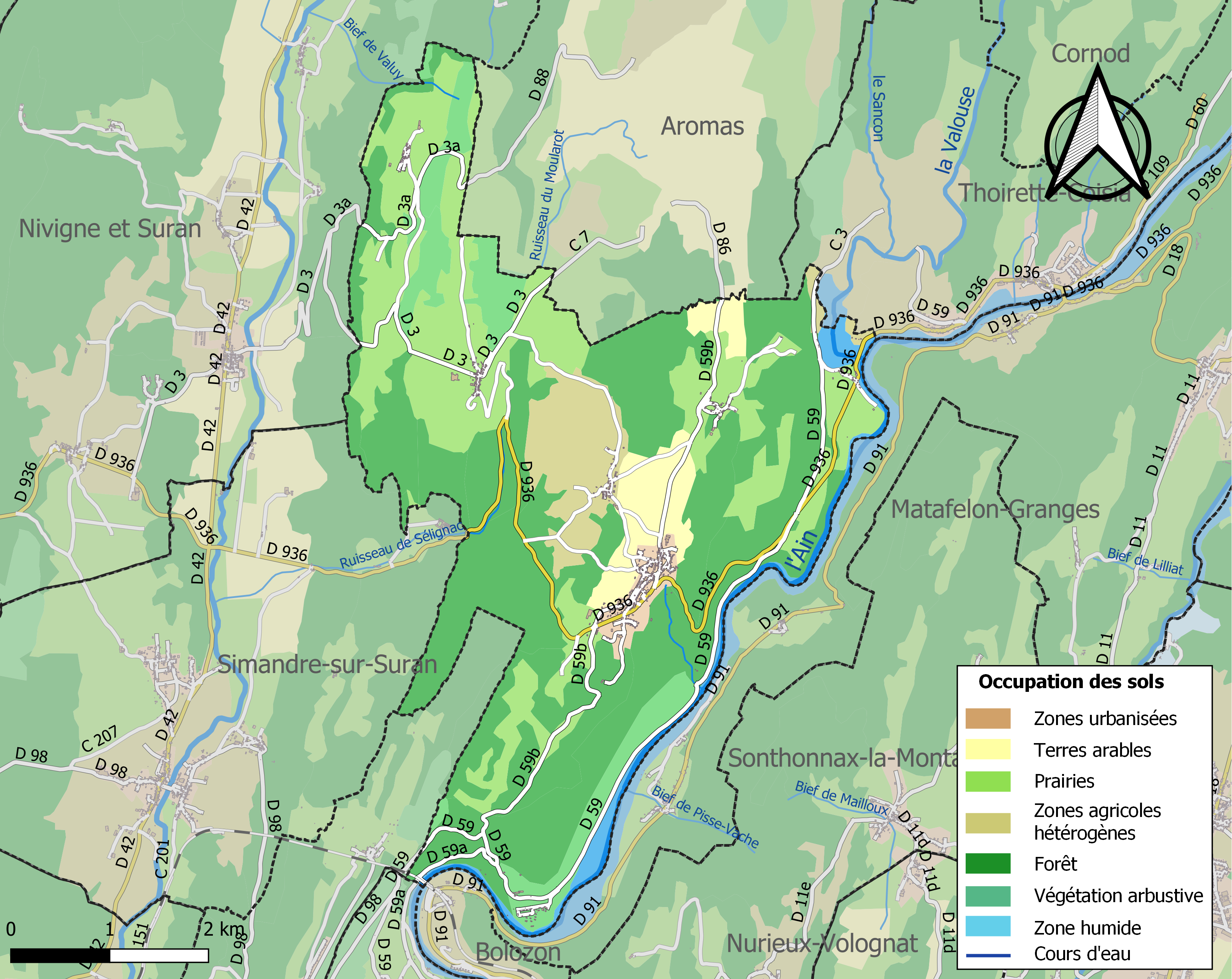
Carte des infrastructures et de l'occupation des sols de la commune en 2018 (CLC).

## Histoire

Limites des anciennes communes.

La commune absorbe Saint-Maurice-d'Échazeaux en 1943, et Arnans en 1964.

## Politique et administration

### Découpage territorial
La commune de Corveissiat est membre de la communauté d'agglomération du Bassin de Bourg-en-Bresse, un établissement public de coopération intercommunale (EPCI) à fiscalité propre créé le 1er janvier 2017 dont le siège est à Bourg-en-Bresse. Ce dernier est par ailleurs membre d'autres groupements intercommunaux.
Sur le plan administratif, elle est rattachée à l'arrondissement de Bourg-en-Bresse, au département de l'Ain et à la région Auvergne-Rhône-Alpes. Sur le plan électoral, elle dépend du  canton de Saint-Étienne-du-Bois pour l'élection des conseillers départementaux, depuis le redécoupage cantonal de 2014 entré en vigueur en 2015, et de la première circonscription de l'Ain  pour les élections législatives, depuis le dernier découpage électoral de 2010.

### Administration municipale

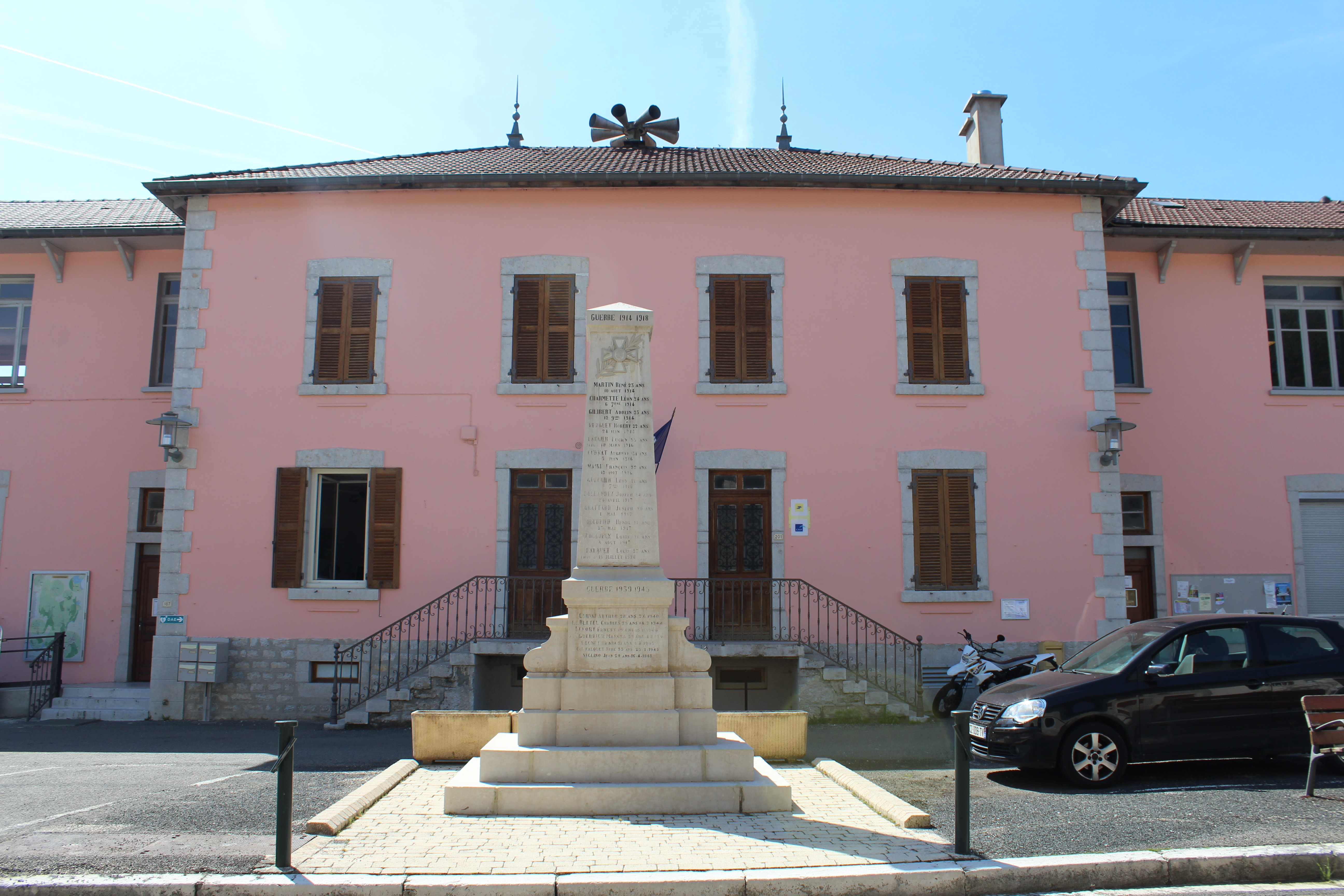
Mairie.

| Période                                  | Période  | Identité          | Étiquette | Qualité                                                                      |
| ---------------------------------------- | -------- | ----------------- | --------- | ---------------------------------------------------------------------------- |
| 1947                                     | 1953     | Ernest Curvat     |           |                                                                              |
| 1953                                     | 1974     | Félix Guerrier    | Rad.      | Entrepreneur en bâtiment, conseiller général, démissionne en cours de mandat |
| 1974                                     | 1989     | Hubert Curvat     | PRG       | Artisan                                                                      |
| 1989                                     | 2001     | Didier Guillot    | DVD       | Contremaître, réélu en 1995                                                  |
| 2001                                     | 2014     | Jackie Ballet     | DVG       | Retraité, réélu en 2008                                                      |
| 2014                                     | 2020     | Brigitte Morellet | SE        |                                                                              |
| 2020                                     | En cours | Jonathan Gindre   | SE        | Fonctionnaire                                                                |
| Les données manquantes sont à compléter. |          |                   |           |                                                                              |

## Démographie
L'évolution du nombre d'habitants est connue à travers les recensements de la population effectués dans la commune depuis 1793. Pour les communes de moins de 10 000 habitants, une enquête de recensement portant sur toute la population est réalisée tous les cinq ans, les populations de référence des années intermédiaires étant quant à elles estimées par interpolation ou extrapolation. Pour la commune, le premier recensement exhaustif entrant dans le cadre du nouveau dispositif a été réalisé en 2004.
En 2022, la commune comptait 587 habitants, en évolution de −6,08 % par rapport à 2016 (Ain : +5,15 %, France hors Mayotte : +2,11 %).
| 1793 | 1800 | 1806 | 1821 | 1831 | 1836 | 1841 | 1846 | 1851 |
| ---- | ---- | ---- | ---- | ---- | ---- | ---- | ---- | ---- |
| 547  | 547  | 576  | 619  | 575  | 475  | 575  | 586  | 633  |

| 1856 | 1861 | 1866 | 1872 | 1876 | 1881 | 1886 | 1891 | 1896 |
| ---- | ---- | ---- | ---- | ---- | ---- | ---- | ---- | ---- |
| 564  | 566  | 531  | 531  | 504  | 510  | 480  | 433  | 460  |

| 1901 | 1906 | 1911 | 1921 | 1926 | 1931 | 1936 | 1946 | 1954 |
| ---- | ---- | ---- | ---- | ---- | ---- | ---- | ---- | ---- |
| 409  | 397  | 379  | 361  | 347  | 409  | 418  | 444  | 447  |

| 1962 | 1968 | 1975 | 1982 | 1990 | 1999 | 2004 | 2006 | 2009 |
| ---- | ---- | ---- | ---- | ---- | ---- | ---- | ---- | ---- |
| 468  | 448  | 411  | 438  | 437  | 469  | 508  | 504  | 582  |

| 2014 | 2019 | 2022 | - | - | - | - | - | - |
| ---- | ---- | ---- | - | - | - | - | - | - |
| 619  | 612  | 587  | - | - | - | - | - | - |

## Culture et patrimoine

### Lieux et monuments

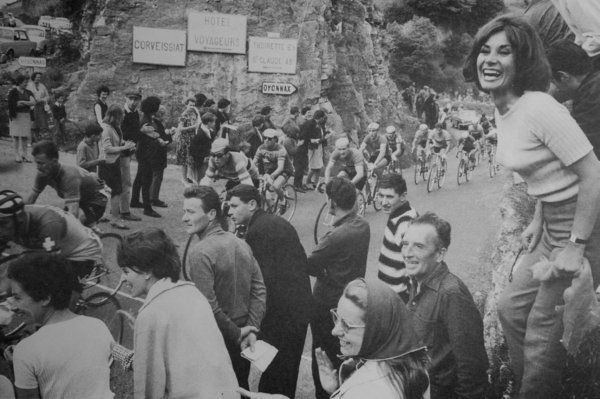
Le tour de l'Ain à la montée de Corveissiat, en 1962.

- Église de Saint-Maurice-d'Échazeaux classée au titre des monuments historiques depuis le 9 décembre 1941[19].
- Château de Conflans ou Conflens (XIIIe siècle).

Le château est situé à 5 km au nord-est de Corveissiat et à l'est de Saint-Maurice-d'Échazeaux, au confluent du Sançon et de l'Ain. L'enceinte quadrangulaire flanquée de tours d'angles est élevée par Renaud de Bourgogne, comte de Montbéliard, à la fin du XIIIe siècle.
- Ruines du château d'Arnans.
- Église Saint-Georges de Corveissiat.
- Église Sainte-Catherine d'Arnans.
- Chapelle Saint-Joseph de Saint-Maurice-d'Échazeaux.

### Patrimoine naturel
- Site de la grotte de Corveissiat.

### Personnalités liées à la commune
- Baron Georges Albert (18 juin 1776 - Saint-Maurice-d'Échazeaux, (Ain) - 17 juillet 1855 - Cornod, (Jura), militaire français des XVIIIe et XIXe siècles.
- Émile Écuyer, athlète français, né dans la commune en 1881.
- Louis Rollet (1915-2003), gouverneur du Niger.